# Веселитская, Лидия Ивановна
Ли́дия Ива́новна Весели́тская (псевдонимы — В. Микулич, Л. Чернавина; 5 [17] марта 1857, Егорьевск, Рязанская губерния, Российская империя — 23 марта 1936, Детское Село, Ленинградская область, СССР) — русская писательница, мемуарист, переводчица.

## Биография
Родилась 5 (17) марта 1857 года в Егорьевске в семье потомственных военных. Отец — преподаватель Александровского кадетского корпуса. В 1874 году окончила Павловский женский институт, в 1876 — Педагогические курсы.
Первыми её произведениями стали сказки «Четыре сестры» и «Сон после обеда» («Семья и школа»), написанные в 1877 году. Активная литературную деятельность Веселитская начинает в 1883 году, когда в печати появляются её рассказы и повести из жизни «третьего сословия», городских низов.
Известность приобрела после публикации второй части своей трилогии «Мимочка» — «Мимочка на водах» (впервые — «Вестник Европы», 1891 г., № 2—3). Повесть привела в восхищение Л. Н. Толстого и Н. С. Лескова, нашедшего, что «повесть… свежа, жива и любопытна… манера писания чрезвычайно искусна и приятна» (Лесков Н. С. Соч. — Т. II. — С. 526). Первая часть — «Мимочка-невеста» (Вестник Европы. — 1883. — № 9) прошла незамеченной, третья — «Мимочка отравилась» (Вестник Европы. — 1893. — № 9, 10) значительно уступала второй. Позже первая и вторая части изданы вместе под заглавием «Мимочка» (СПб., 1892). Эта книга переведена на многие европейские языки.
Большое влияние на Веселитскую оказало творчество Л. Толстого, в результате чего ею были написаны несколько правдивых и впечатляющих рассказов о нищете, социальной несправедливости («Пасха красная», «Телятина», «В ломе Тришкина» // Сб. «Пасха Красная». — СПб., 1914).
Личная жизнь Веселитской не была счастливой (развод родителей, распад собственной семьи), что, по-видимому, вызвало её обостренное внимание к теме женской судьбы, домашних конфликтов и неурядиц, отношений мужчины и женщины (рассказы «Зарницы» // Северный вестник. — 1894. — № 1—4; «Черемуха» // Северный вестник. — 1898. — № 1—2, и др.).
В первые десятилетия XX в. Веселитская мало пишет, изредка публикует небольшие рассказы, новеллы «На улице», «В церкви», «Светлый праздник», «Под снегом» и др.
После 1917 года она отказалась от литературных занятий и выступлений в печати. Перевела произведения А. Доде, В. Гюго, Ж. Нодье, А. Мицкевича и др., составившие сборник «Яшина книжка» (СПб., 1899).
Она была знакома и общалась с Ф. М. Достоевским, встречалась с В. М. Гаршиным, сотрудничала с редакторами «Северного вестника» Л. Я. Гуревич, А. Л. Волынским. Была близким другом журналиста М. О. Меньшикова (его сын Яков стал её воспитанником). Особенно дружеские отношения у Веселитской сложились с Лесковым, несколько раз она была в хамовническом и яснополянском домах Льва Толстого, который был к ней расположен, сблизилась она и с его дочерьми и друзьями П. И. Бирюковым, Н. Н. Страховым, В. Г. Чертковым и др. Будучи ортодоксально верующей, Веселитская не сочувствовала толстовской антицерковной проповеди, но разделяла его социально-критические взгляды.
В разные годы опубликовала мемуарные очерки о Достоевском, Гаршине, Л. Толстом, Лескове, составившие книгу «Встречи с писателями» (1929), где живо и занимательно рассказала о свиданиях и беседах с выдающимися художниками слова. Последние годы жизни Веселитская прожила в Детском Селе в одиночестве и большой нужде, какое-то время преподавала музыку в детском доме и школе им. А. И. Герцена.